# Carl Fredrik Hadding
Carl Fredrik Hadding, född den 27 juni 1914 i Stockholm, död den 14 juni 1996 i Saltsjö-Duvnäs, var en svensk jurist.

## Biografi
Hadding avlade studentexamen 1932 och juris kandidatexamen vid Stockholms högskola 1937. Han genomförde tingstjänstgöring i Medelpads västra domsaga 1937–1940, blev fiskal i Svea hovrätt 1941, var sekreterare i Västra Hälsinglands domsaga 1941–1942, sekreterare i Industrikommissionen 1943–1945, tingssekreterare i Hedemora domsaga 1945, blev adjungerad ledamot i Svea hovrätt 1947, assessor 1948 och revisionssekreterare 1955. Hadding blev hovrättsråd i Svea hovrätt 1957. Han var hovrättslagman 1974–1978 (tillförordnad 1972). Han var expert i ett flertal statliga utredningar. Hadding var lärare vid Försvarshögskolan 1951–1955. Han var ledamot av Medicinalstyrelsens vetenskapliga råd 1965–1967, av Veterinärstyrelsens vetenskapliga råd 1966–1971, ordförande i Medicinalväsendets ansvarsnämnd 1968–1972, ledamot av styrelsen för Domstolsväsendets organisationsnämnd 1971–1975, ordförande i Svenska medicinsk-juridiska föreningen 1978–1982, styrelseledamot i World Association for Medical Law 1979–1991, president där 1982–1991, hederspresident 1991, ordförande i Svenska juristkommissionen Pro Justitia 1981–1987 och vice ordförande i svenska avdelningen av Internationella juristkommissionen 1981–1987. Hadding blev riddare av Nordstjärneorden 1961.